# Lista över countyn i Indiana

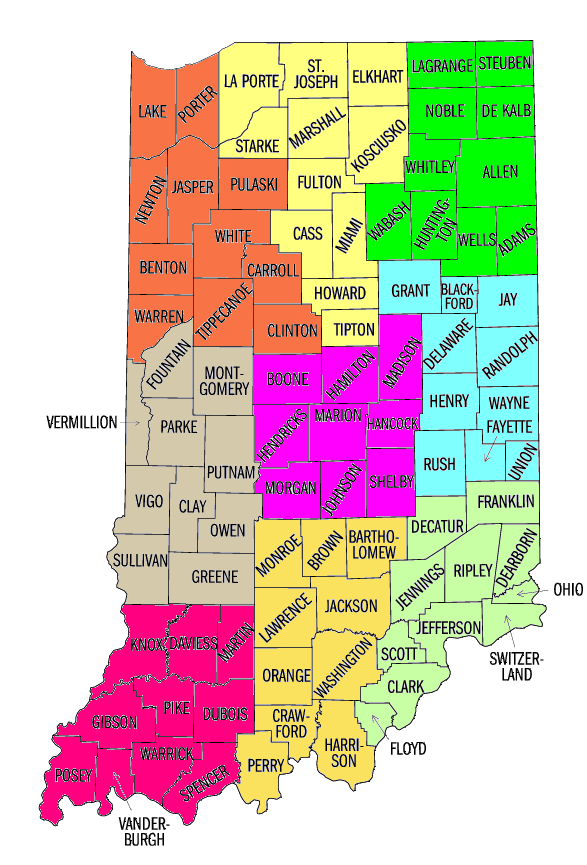
Indianas countyn.

Detta är en lista över de 92 countyn som finns i delstaten Indiana i USA. 
| County             | Huvudort (county seat) |
| ------------------ | ---------------------- |
| Adams County       | Decatur                |
| Allen County       | Fort Wayne             |
| Bartholomew County | Columbus               |
| Benton County      | Fowler                 |
| Blackford County   | Hartford City          |
| Boone County       | Lebanon                |
| Brown County       | Nashville              |
| Carroll County     | Delphi                 |
| Cass County        | Logansport             |
| Clark County       | Jeffersonville         |
| Clay County        | Brazil                 |
| Clinton County     | Frankfort              |
| Crawford County    | English                |
| Daviess County     | Washington             |
| Dearborn County    | Lawrenceburg           |
| Decatur County     | Greensburg             |
| DeKalb County      | Auburn                 |
| Delaware County    | Muncie                 |
| Dubois County      | Jasper                 |
| Elkhart County     | Goshen                 |
| Fayette County     | Connersville           |
| Floyd County       | New Albany             |
| Fountain County    | Covington              |
| Franklin County    | Brookville             |
| Fulton County      | Rochester              |
| Gibson County      | Princeton              |
| Grant County       | Marion                 |
| Greene County      | Bloomfield             |
| Hamilton County    | Noblesville            |
| Hancock County     | Greenfield             |
| Harrison County    | Corydon                |
| Hendricks County   | Danville               |
| Henry County       | New Castle             |
| Howard County      | Kokomo                 |
| Huntington County  | Huntington             |
| Jackson County     | Brownstown             |
| Jasper County      | Rensselaer             |
| Jay County         | Portland               |
| Jefferson County   | Madison                |
| Jennings County    | Vernon                 |
| Johnson County     | Franklin               |
| Knox County        | Vincennes              |
| Kosciusko County   | Warsaw                 |
| LaGrange County    | LaGrange               |
| Lake County        | Crown Point            |
| LaPorte County     | La Porte               |
| Lawrence County    | Bedford                |
| Madison County     | Anderson               |
| Marion County      | Indianapolis           |
| Marshall County    | Plymouth               |
| Martin County      | Shoals                 |
| Miami County       | Peru                   |
| Monroe County      | Bloomington            |
| Montgomery County  | Crawfordsville         |
| Morgan County      | Martinsville           |
| Newton County      | Kentland               |
| Noble County       | Albion                 |
| Ohio County        | Rising Sun             |
| Orange County      | Paoli                  |
| Owen County        | Spencer                |
| Parke County       | Rockville              |
| Perry County       | Tell City              |
| Pike County        | Petersburg             |
| Porter County      | Valparaiso             |
| Posey County       | Mount Vernon           |
| Pulaski County     | Winamac                |
| Putnam County      | Greencastle            |
| Randolph County    | Winchester             |
| Ripley County      | Versailles             |
| Rush County        | Rushville              |
| St Joseph County   | South Bend             |
| Scott County       | Scottsburg             |
| Shelby County      | Shelbyville            |
| Spencer County     | Rockport               |
| Starke County      | Knox                   |
| Steuben County     | Angola                 |
| Sullivan County    | Sullivan               |
| Switzerland County | Vevay                  |
| Tippecanoe County  | Lafayette              |
| Tipton County      | Tipton                 |
| Union County       | Liberty                |
| Vanderburgh County | Evansville             |
| Vermillion County  | Newport                |
| Vigo County        | Terre Haute            |
| Wabash County      | Wabash                 |
| Warren County      | Williamsport           |
| Warrick County     | Boonville              |
| Washington County  | Salem                  |
| Wayne County       | Richmond               |
| Wells County       | Bluffton               |
| White County       | Monticello             |
| Whitley County     | Columbia City          |